# Spurgia capitigena
Spurgia capitigena är en tvåvingeart som först beskrevs av Bremi 1847.  Spurgia capitigena ingår i släktet Spurgia och familjen gallmyggor. Inga underarter finns listade i Catalogue of Life.